# Zwarte hokko
De zwarte hokko of powisi (Crax alector) is een vogel uit de familie van de sjakohoenders en hokko's (Cracidae). De wetenschappelijke naam van de soort is gepubliceerd in 1766 door Linnaeus. Het is een door jacht en habitatverlies kwetsbaar geworden vogelsoort die voorkomt in het noorden van Zuid-Amerika.

## Kenmerken
De vogel is 85 tot 95 cm lang. Het is een overwegend zwart gekleurde hokko, alleen de onderbuik van de vogel is wit. De vogel heeft een kuif, maar die is minder opvallend dan bij andere soorten hokko's. De poten zijn grijs evenals de snavel die een opvallend geel of rood gekleurde, dikke washuid aan de basis heeft. Het verschil tussen de seksen is klein, het vrouwtje is iets kleiner en heeft een gladde in plaats van knobbelige washuid om de snavelbasis..

## Verspreiding en leefgebied
De vogel komt voor in het noorden van Zuid-Amerika in Colombia, Venezuela, Guyana en aangrenzend noordelijk Brazilië. De leefgebieden van deze vogel liggen in hoog opgaand, natuurlijk regenwoud, met een voorkeur voor bosranden langs rivieren, maar niet in overstroomd gebied, maar wel in heuvels en uitlopers van gebergten tot 1700 meter boven zeeniveau.

### Voorkomen in Suriname
In het gebied rond Kwamalasamoetoe in het zuidwesten van Suriname is het een algemene vogel, die de meeste tijd op de grond van het oerwoud doorbrengt en vruchten, zaden en insecten eet. De Zuid-Amerikaanse inheemsen van de Trio-stam noemen hem ohko en maken er jacht op.

## Status
De grootte van de populatie is niet gekwantificeerd.Plaatselijk is de vogel nog algemeen voorkomend. De populatie-aantallen nemen echter af door jacht en habitatverlies. Het leefgebied wordt aangetast door grootschalige ontbossingen in het Amazonebekken. Om deze redenen staat deze soort als kwetsbaar op de Rode Lijst van de IUCN.